# Charley Rogers
Charley Rogers (15 de enero de 1887 – 20 de diciembre de 1956) fue un actor, director y guionista cinematográfico inglés, activo principalmente en la época del cine mudo, y conocido sobre todo por su trabajo con Stan Laurel y Oliver Hardy. A lo largo de su trayectoria actuó en 37 filmes entre 1912 y 1954, dirigiendo 14 desde 1929 a 1936.

## Biografía
Su nombre completo era Charles Alfred Rogers, y nació en Birmingham, Inglaterra. Instalado en los Estados Unidos, Charley Rogers debutó en el teatro en el circuito de Broadway (Nueva York) en 1912, actuando en la pieza Oliver Twist (trabajando junto a su compatriota Constance Collier). Cuatro años más tarde, en 1916, hizo una segunda actuación en Broadway, en la obra A King of Nowhere, en la que también participaban Sydney Greenstreet y Lou Tellegen.
En el cine debutó como actor en 1912, actuando en dos cortometrajes mudos, uno de ellos Oliver Twist, adaptación a la pantalla de la pieza teatral. En total actuó en treinta y siete películas estadounidenses; la penúltima fue Candilejas, de Charles Chaplin (1952), en la que hizo un pequeño papel sin créditos; la última fue Two April Fools, cortometraje de Jules White —en la cual encarnó a Charley—, estrenado en 1954, dos años antes de su muerte. Entre sus filmes mudos más relevantes figura The Woman God Forgot, de Cecil B. DeMille (1917), en el cual trabajaban Wallace Reid, Raymond Hatton, Geraldine Farrar y Hobart Bosworth.
Como director, rodó catorce cintas entre 1929 y 1936, siendo ayudante de dirección en una realizada en 1917. Además participó en el guion de trece filmes estrenados entre 1932 y 1944.
Charley Rogers es sobre todo conocido por su colaboración (como actor, director o guionista) en cerca de una treintena de filmes del dúo cómico formado por Stan Laurel y Oliver Hardy. Entre ellos figuran Pack Up Your Troubles (1932, cinta en la que actuó), The Devil's Brothers (1933), que dirigió junto a Hal Roach —productor de buen número de los filmes en los que Rogers trabajó—, y Los locos del aire (1939, película en la que fue guionista).
Rogers falleció en Los Ángeles, California, en 1956, a causa de un accidente de tráfico.

## Teatro
- 1912 : Oliver Twist, adaptación por J. Comyns Carr de la novela de Charles Dickens, con Constance Collier
- 1916 : A King of Nowhere, de Jeanie MacPherson y L. du Rocher MacPherson, escenografía de Jessie Bonstelle y Lou Tellegen, con Sydney Greenstreet y Lou Tellegen

## Filmografía
Los filmes con Laurel y Hardy se señalan con un asterisco (*)

### Actor (selección)
- 1912 : Oliver Twist

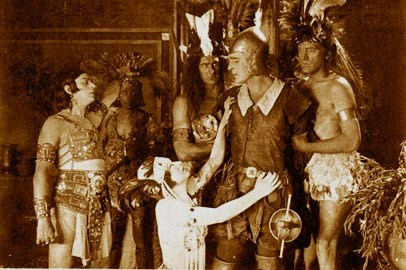
The Woman God Forgot (1917) - de izq. a der.: Theodore Kosloff, Charley Rogers, Geraldine Farrar y Wallace Reid (entre dos guardias)

- 1912 : The Shanghaied Cowboys, de Al Christie
- 1917 : The Woman God Forgot, de Cecil B. DeMille
- 1928 : Habeas Corpus, de Leo McCarey y James Parrott (*)
- 1928 : Two Tars, de James Parrott (*)
- 1928 : The Movie Man, de Archie Mayo (*)
- 1929 : Double Whoopee, de Lewis R. Foster (*)
- 1929 : Madame Q, de Leo McCarey
- 1929 : Perfect Day, de James Parrott (*)
- 1930 : Outside the Law, de Tod Browning
- 1931 : Our Wife, de Hal Roach (*)
- 1931 : Pardon Us, de James Parrott (*)
- 1931 : Let's Do Things, de Hal Roach
- 1932 : Wild Babies, de Lloyd French y Robert A. McGowan
- 1932 : Pack Up Your Troubles, de George Marshall y Ray McCarey (*)
- 1933 : Keg 'o My Heart, de Billy Gilbert
- 1934 : Movie Daze, de Gus Meins
- 1934 : Mrs. Barnacle Bill, de Lloyd French
- 1942 : House of Errors, de Bernard B. Ray
- 1943 : Nazty Nuisance, de Glenn Tryon
- 1943 : The Dancing Masters, de Malcolm St. Clair (*)
- 1945 : A Hit with a Miss, de Harry Edwards y Jules White
- 1945 : A Miner Affair, de Jules White
- 1952 : Candilejas, de Charlie Chaplin
- 1954 : Two April Fools, de Jules White

### Director (íntegra)

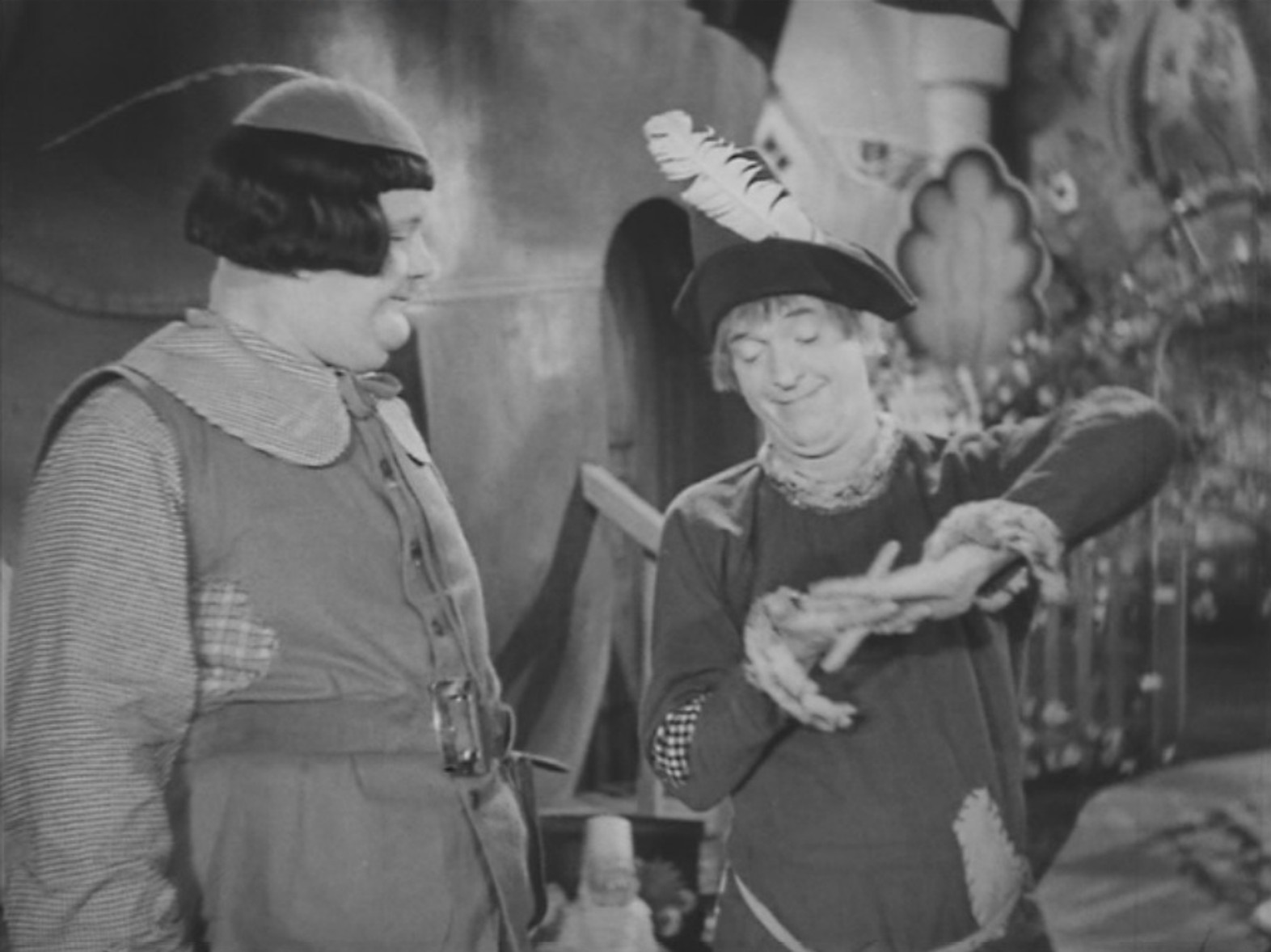
Oliver Hardy y Stan Laurel en Babes in Toyland (1934)

- 1917 : Melissa of the Hills, de James Kirkwood, Sr. (ayudante de dirección)
- 1929 : Skirt Boy
- 1929 : Skirt Shy, codirigida con Fred Guiol
- 1930 : The Fighting Parson, codirigida con Fred Guiol
- 1930 : The Shrimp
- 1930 : The King, codirigida con James W. Horne
- 1933 : Me and My Pal, codirigida con Lloyd French (*)
- 1933 : The Devil's Brothers, codirigida con Hal Roach (*)
- 1934 : Babes in Toyland, codirigida con Gus Meins (*)
- 1934 : The Live Ghost (*)
- 1934 : Going Bye-Bye! (*)
- 1934 : Them Thar Hills (*)
- 1935 : Tit for Tat (*)
- 1935 : The Fixer Uppers (*)
- 1936 : The Bohemian Girl, codirigida con James W. Horne (*)

### Guionista (íntegra)

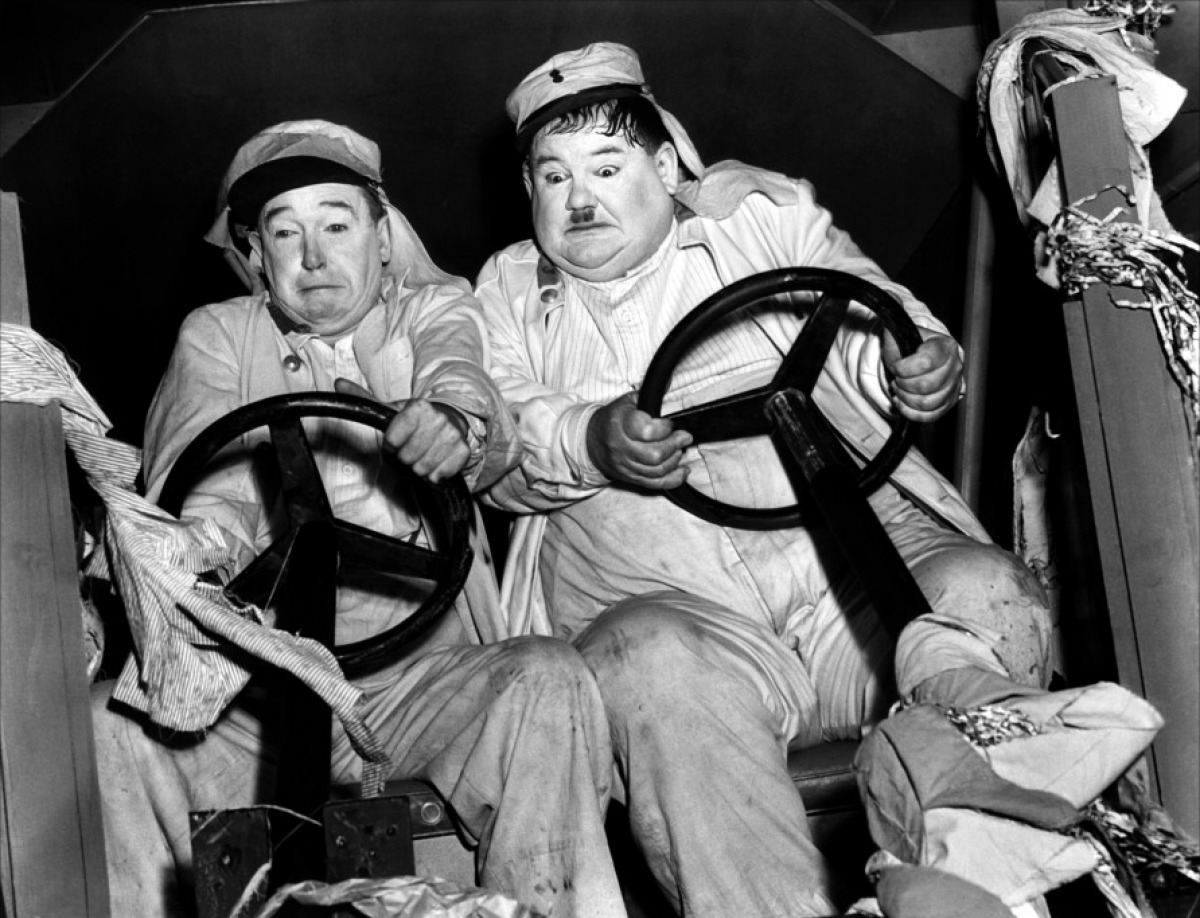
Stan Laurel y Oliver Hardy en Los locos del aire (1939)

- 1932 : Towed in a Hole, de George Marshall (*)
- 1934 : Going Bye-Bye !, de Charley Rogers (*)
- 1935 : Bonnie Scotland, de James W. Horne (*)
- 1936 : Our Relations, de Harry Lachman (*)
- 1936 : The Bohemian Girl, de Charley Rogers y James W. Horne (*)
- 1937 : Way Out West, de James W. Horne (*)
- 1938 : Block-Heads, de John G. Blystone (*)
- 1938 : Swiss Miss, de John G. Blystone y Hal Roach (*)
- 1939 : Los locos del aire, de A. Edward Sutherland (*)
- 1940 : Saps at Sea, de Gordon Douglas (*)
- 1940 : A Chump at Oxford, de Alfred J. Goulding (*)
- 1943 : Air Raid Wardens, de Edward Sedgwick (*)
- 1944 : Abroad with Two Yanks, de Allan Dwan